# Zapadno krilo
Zapadno krilo (eng. The West Wing) je američka političko-dramska televizijska serija čiji je kreator Aaron Sorkin, a koja se originalno emitirala na televizijskoj mreži NBC u razdoblju od 22. rujna 1999. do 14. svibnja 2006. godine. U Hrvatskoj se serija originalno emitirala u razdoblju od 2. listopada 2000. do 15. veljače 2007. godine na HRT-u. Radnja serije uglavnom je smještena u zapadnom krilu Bijele kuće gdje se nalaze ovalni ured te uredi predsjedničkog osoblja za vrijeme osmogodišnje vladavine demokratskog američkog predsjednika Josiaha Bartleta (glumi ga Martin Sheen). Ostali članovi glavne glumačke postave uključuju Roba Lowea, Bradleyja Whitforda, Richarda Schiffa, Allison Janney, Johna Spencera, Janel Moloney, Dulea Hilla, Stockard Channing, Joshuu Malinu te u kasnijim sezonama Kristin Chenoweth, Mary McCormack, Jimmyja Smitsa i Alana Aldu. 
Seriju Zapadno krilo producirala je kompanija Warner Bros. Television. U prve četiri sezone serije postojala su tri izvršna producenta: Aaron Sorkin (glavni scenarist koji je napisao veliku većinu epizoda u tom razdoblju); Thomas Schlamme (glavni redatelj serije); i John Wells. Nakon što je Sorkin otišao iz serije, Wells je preuzeo ulogu glavnog scenarista, a kasniji izvršni producenti serije postali su redatelji Alex Graves i Christopher Misiano (u šestoj i sedmoj sezoni) odnosno scenaristi Lawrence O'Donnell Jr. i Peter Noah (u sedmoj sezoni).
Tijekom svog emitiranja serija Zapadno krilo pobrala je hvalospjeve kritičara, profesora političkih znanosti i bivših članova Bijele kuće. Sveukupno je serija osvojila tri nagrade Zlatni globus te čak 26 prestižnih televizijskih nagrada Emmy uključujući i one za najbolju dramsku televizijsku seriju četiri puta za redom u razdoblju od 2000. do 2003. godine (čime drži izjednačen rekord sa serijama Hill Street Blues i Momci s Madisona). Nakon odlaska glavnog kreatora serije Aarona Sorkina na kraju četvrte sezone (koji je do tada napisao 85 od sveukupno 88 epizoda), gledanost serije počinje opadati, ali do kraja emitiranja ipak zadržava svoju primarnu publiku s prosječno 16 milijuna gledatelja po epizodi. Godine 2013. časopis TV Guide postavio je Zapadno krilo na sedmo mjesto ljestvice 60 najboljih dramskih serija svih vremena, a Ceh scenarista Amerike postavio je seriju na deseto mjesto na svojoj listi 101 najbolje napisanih televizijskih serija u povijesti.

## Razvoj serije
Serija Zapadno krilo razvila se iz vrlo uspješnog scenarija kino hita Američki predsjednik iz 1995. godine kojeg je napisao Aaron Sorkin, a u kojem je Martin Sheen glumio predstojnika ureda. Neiskorišteni elementi scenarija i prijedlog scenarista Akive Goldsmana inspirirali su Sorkina da kreira televizijsku seriju. 
Prema komentarima na DVD izdanju prve sezone, Sorkin je namjeravao bazirati seriju na liku Sama Seaborna (Rob Lowe) kao glavnog protagonista, ali i ostalim članovima predsjedničkog osoblja dok se sam Predsjednik nikad ne bi vidio u seriji. Međutim, Bartletov lik s vremenom se sve više povećavao, a njegova je uloga u zapletu postajala sve važnijom. Pozitivne reakcije kritike i publike na Sheenov portret Predsjednika dovele su do smanjenja uloge Roba Lowea. Također, prema Sorkinu, zaplet se sve manje fokusirao na Sama, a sve više na Josha Lymana, zamjenika predstojnika ureda. Sve to dovelo je do odlaska Roba Lowea iz serije u drugoj polovici četvrte sezone. Sorkin je gotovo sam napisao sve epizode iz prve četiri sezone serije, a izvršni producent i redatelj Thomas Schlamme osmislio je zanimljivu tehniku snimanja walk and talk (u slobodnom prijevodu "hodaj i pričaj") koja se sastojala od dugačkih kadrova dok likovi hodaju od jednog mjesta do drugog. Sorkinov hektičan raspored pisanja scenarija često je dovodio do prekoračenja rokova i kašnjenja produkcije pa je, nakon osobnih problema koji su uključivali uhićenje zbog posjedovanja halucinogenih gljiva, odlučio napustiti seriju poslije četvrte sezone. Thomas Schlamme je također napustio seriju nakon četvrte sezone pa je John Wells, jedini preostali izvršni producent, odlučio preuzeti kompletan posao. 
Serija Zapadno krilo emitirala se srijedom navečer u 21 sat od prve pa sve do kraja šeste sezone. Posljednja, sedma sezona prikazivala se nedjeljom navečer pa je gledanost naglo opala. Posljednja epizoda serije (Tomorrow) emitirana je 14. svibnja 2006. godine.

## Likovi
| Glumac/Glumica    | Lik                  | Originalna titula (Bartletovo razdoblje)                  | Kasnija titula (Bartletovo razdoblje)                                                                   | Titula na kraju serije (Santosovo razdoblje) |
| ----------------- | -------------------- | --------------------------------------------------------- | --- | -------------------------------------------- |
| Stockard Channing | Abigail Bartlet      | Prva dama                                                 | |                                              |
| Dulé Hill         | Charlie Young        | Osobni pomoćnik Predsjednika (Sezone 1–6)                 | Asistent zamjenika predstojnika ureda (Sezone 6–7)                                                      |                                              |
| Allison Janney    | C. J. Cregg          | Osoba za odnose s javnošću (Sezone 1–6)                   | Predstojnik ureda (Sezone 6–7)                                                                          |                                              |
| Moira Kelly       | Mandy Hampton        | Savjetnik za medije (Sezona 1)                            | |                                              |
| Rob Lowe          | Sam Seaborn          | Zamjenik voditelja odjela za informiranje (Sezone 1-4)    | | Zamjenik predstojnika ureda                  |
| Janel Moloney     | Donna Moss           | Glavna asistentica Josha Lymana (Sezone 1–6)              | Glasonogovornica u kampanji Boba Russella/Glasnogovornica u kampanji Matta Santosa (Sezone 6-7)         | Predstojnica ureda Prve dame                 |
| Richard Schiff    | Toby Ziegler         | Voditelj odjela za informiranje                           | |                                              |
| Martin Sheen      | Josiah "Jed" Bartlet | Predsjednik SAD-a                                         | |                                              |
| John Spencer      | Leo McGarry          | Predstojnik ureda (Sezone 1–6)                            | Glavni savjetnik Predsjednika (Sezona 6)/Demokratski kandidat za Potpredsjednika (Sezona 7)             |                                              |
| Bradley Whitford  | [Josh Lyman          | Zamjenik predstojnika ureda (Sezone 1–6)                  | Glavni voditelj kampanje "Santos za Predsjednika" (Sezone 6–7)                                          | Predstojnik ureda                            |
| Joshua Malina     | Will Bailey          | Zamjenik voditelja odjela za informiranje (Sezone 4-5)    | Predstojnik ureda Potpredsjednika Boba Russella (Sezona 5-7) Voditelj odjela za informiranje (Sezona 7) |                                              |
| Mary McCormack    | Kate Harper          | Zamjenica savjetnika za nacionalnu sigurnost (Sezone 5–7) | |                                              |
| Kristin Chenoweth | Annabeth Schott      | Zamjenica voditelja odnosa s javnošću (Sezona 6)          | Članica kampanje "Santos za Predsjednika" (Sezona 7)                                                    | Voditeljica odnosa s javnošću Prve dame      |
| Jimmy Smits       | Matt Santos          | Kongresmen iz Teksasa (Sezona 6)                          | Demokratski kandidat za Predsjednika (Sezone 6–7)                                                       | Predsjednik SAD-a                            |
| Alan Alda         | Arnold Vinick        | Senator iz Kalifornije (Sezona 6)                         | Republikanski kandidat za Predsjednika (Sezone 6–7)                                                     | Državni tajnik                               |

Tijekom sedmogodišnjeg trajanja serije mnogi od likova promijenit će svoja radna mjesta pa će tako C.J. Cregg postati Predstojnica ureda nakon što Leo doživi srčani udar; Josh Lyman otići će u Teksas i upoznati kongresmena Matta Santosa (Jimmy Smits) s kojim će krenuti u predsjedničku kampanju; Donna Moss će postati glasnogovornica predsjedničke kampanje Boba Russella i dr.
Kako je lik Sama Seaborna pred kraj četvrte sezone odlučio ostati u Kaliforniji i ne vratiti se u Bijelu kuću, na njegovo radno mjesto dolazi lik Will Bailey (Joshua Malina). U šestoj sezoni upoznajemo se s novim likovima tijekom predsjedničkih predizbornih kampanja. To su: savjetnica za nacionalnu sigurnost Kate Harper (Mary McCormack), kongresmen iz Teksasa Matt Santos, kongresmen iz Kalifornije Arnold Vinick (Alan Alda) i zamjenica osobe za odnose s javnošću u Bijeloj kući Annabeth Schott (Kristin Chenoweth).

## Glumačka postava
Plaća svakog glumca serije bila je 75 tisuća dolara po epizodi, osim Martina Sheena koji je primao 300 tisuća dolara po epizodi i Roba Lowea koji je dobivao 100 tisuća dolara po epizodi. Razlike u plaćama dovele su do javnog spora - prvenstveno se to odnosilo na glumce Allison Janney, Richarda Schiffa, Johna Spencera i Bradleyja Whitforda koji su bili nezadovoljni svojim iznosima i smatrali da zaslužuju dobivati barem jednako kao i Lowe. Tijekom pregovora 2001. godine za nove ugovore (kad je serija već primila veliku količinu cijenjenih televizijskih nagrada i kad je gledanost bila na vrhuncu) kompanija Warner Bros. je svima četvero zaprijetila otkazivanjem ugovora. Međutim, četvero glumaca se udružilo i zajedničkim snagama izborilo za duplo veće plaće (nešto slično je napravila i glumačka postava serije Prijatelji). Četiri godine kasnije (2005.) četvorka će se ponovno udružiti i zahtijevati još veće plaće - što će im i uspjeti.
Bradley Whitford je u intervjuu koji se nalazi u sklopu posebnih dodataka na DVD izdanju kompletne prve sezone izjavio da se na audiciji pojavio kako bi pokušao dobiti ulogu Sama, iako je Aaron Sorkin kreirao lik Josha upravo za njega. U istom intervjuu, Janel Moloney je izjavila da se ona pojavila na audiciji za ulogu C.J., a da lik Donne kojeg je ona kasnije utjelovila nije bio u prvotnom planu. Ostali glumci također su bili predodređeni za druge uloge u početku, uključujući Alana Aldu i Sidneyja Poitiera za ulogu Predsjednika SAD-a, Judda Hirscha za Lea, Eugene Levyja za Tobyja i CCH Pounder za C.J.
Prva iz serije, nezadovoljna svojim statusom, otišla je glumica Moira Kelly nakon samo 22 epizode (prva sezona). Njezin odlazak nikad nije bio objašnjen u radnji serije. Pred kraj četvrte sezone, također nezadovoljan svojim statusom i razvojem lika (koji je prije početka snimanja serije trebao biti glavni, a zapravo je gotovo od početka bio identičan ostalima), otišao je Rob Lowe. Do kraja te iste sezone seriju je napustio i njezin kreator i izvršni producent Aaron Sorkin koji se htio posvetiti drugim projektima (između ostalog novoj televizijskoj seriji koju je kreirao Studio 60 on the Sunset Strip). Njegovo ime do kraja će serije ostati na uvodnoj špici, a Rob Lowe će se u posljednjih nekoliko epizoda serije vratiti i nastaviti tamo gdje je krajem četvrte sezone stao.
John Spencer, koji je glumio Lea McGarryja, umro je od srčanog udara 16. prosinca 2005. godine - godinu dana nakon što je njegov lik u seriji doživio identičan napad (početkom šeste sezone). Tijekom sedme sezone koja se tada snimala i prikazivala u SAD-u, Leo McGarry više nije bio predstojnik ureda nego demokratski kandidat za potpredsjednika. U Running Mates, prvoj epizodi prikazanoj nakon njegove smrti, glumac Martin Sheen održao je kratak memorijalni govor, a prva prava epizoda posvećena smrti glumca (ujedno i lika u seriji) bila je Election Day koja se emitirala 2. travnja 2006. godine.

## Kronologija serije
Većina epizoda serije prati Predsjednika Bartleta i njegovo osoblje koje pokušava izaći na kraj sa zakonodavnim i političkim problemima. Vrlo rijetko pažnja je usmjerena na privatne živote likova (osim na Predsjednika). Većina sezona završava s tzv. cliffhangerom.
- U prvoj sezoni Bartletova administracija nalazi se već skoro godinu dana u Bijeloj kući i još uvijek se pokušava "pronaći" i napraviti ozbiljne pomake u politici. Na kraju sezone pokušava se izvršiti atentat na osobnog pomoćnika Predsjednika (Charlie Young).
- Druga sezona donosi pravi skandal u Bijeloj kući, nakon što se otkriva da Predsjednik boluje od multiple skleroze i da je istu bolest zataškao za vrijeme izborne kampanje. Cijeloj administraciji prijete sudske tužbe.
- Treća sezona fokusira se na probleme domaćeg i inozemnog terorizma (prije početka ove sezone snimljena je posebna epizoda Isaac & Ishmael u spomen na žrtve terorističkog napada 11. rujna), a u posljednjoj nagrađivanoj epizodi Posse Comitatus Predsjednik naručuje ubojstvo terorista koji je mogao biti odgovoran za napad koji se nikad nije dogodio.
- U četvrtoj sezoni Predsjednik Bartlet se zajedno sa svojim timom mora izboriti za novi mandat i osvježiti svoju izbornu kampanju, a na kraju sezone morat će se suočiti s otmicom vlastite kćerke.
- Peta sezona suočava Predsjednika s novim problemima na Bliskom istoku, a na domaćoj "fronti" mora se naviknuti na novog Predsjedavajućeg (Speaker of the House) i dogovoriti s njim državni budžet.
- Šesta sezona potpuna je promjena u odnosu na sve do tada: istovremeno pratimo demokratske i republikanske kandidate koji se bore za svoju kandidaturu za Predsjednika na budućim izborima i događaje u Bijeloj kući u kojoj multipla skleroza opasno prijeti Predsjedniku.
- Sedma sezona direktan je nastavak na šestu u kojoj se demokratski kandidat Matt Santos (Jimmy Smits) i republikanski kandidat Arnold Vinick (Alan Alda) bore na novim predsjedničkim izborima. U međuvremenu, Predsjednik se mora suočiti s činjenicom da netko iz njegova osoblja daje povjerljive informacije novinarima.

## Karakteristike serije
Serija je produkcijski bila vrlo hvaljena. Svaka je epizoda koštala oko 6 milijuna dolara pa je više podsjećala na film, nego na seriju. Jedna od najvećih karakteristika serije je tzv. walk and talk (u slobodnom prijevodu "hodaj i pričaj") - metoda koju je ekipa serije uvela kako bi na što dinamičniji način publici prenijela ono što se želi reći. Radi se o dugim kadrovima u kojima dvoje likova pričaju i istovremeno hodaju dugim hodnicima Bijele kuće. Nakon nekog vremena, jedan od likova odlazi svojim poslom, a liku koji ostaje hodati pridružuje se drugi lik i njih dvoje započinju novu konverzaciju.
Osim produkcijske kvalitete (u kojoj je najviše hvaljen rad kamerom), mnogi smatraju da je najjača karika serije Zapadno krilo upravo njezin kreator Aaron Sorkin, odnosno njegovi brzi, dinamični, konkretni i izrazito humoristični dijalozi.

## SvijetZapadnog krila

### Domaća vlada
Svi članovi vlade u Zapadnom krilu su izmišljeni likovi. Predsjednik Bartlet tri puta je postavljao suce Vrhovnog suda i održavao vladu na okupu premda imena i titule nikad nisu otkriveni. Neki članovi vlade, kao što je npr. ministar obrane pojavljuju se češće nego ostali likovi. Mnogi drugi članovi vlade kao što su gradonačelnici, guverneri, suci, zastupnici i senatori su spominjani i viđani tijekom serije. 
Ponekad su stvarane izmišljene lokacije unutar SAD-a koji na slobodan način zapravo predstavljaju stvarna mjesta:

#### San Andreo
San Andreo je izmišljeni grad u državi Kaliforniji. Nalazi se u blizini San Diega, ima oko 42 tisuće stanovnika, a poznat je po nuklearnoj elektrani San Andreo. 
Upravo problemi s navedenom nuklearkom postaju jedna od glavnih tema tijekom Predsjedničke kampanje 2006. godine u kojoj se natječu republikanac Arnold Vinick i demokrat Matt Santos. Vinick je, naime, bio snažan zagovaratelj gradnje te nuklearke u čijem je stvaranju dao jake kontribucije, a kasnije će se pokazati da je to bio jedan od odlučujućih faktora njegovog gubitka izbora od Santosa. 

#### Hartsfield's Landing
Hartsfield's Landing je izmišljeni grad u državi New Hampshire. Njegova populacija iznosi tek 63 stanovnika od kojih 42 imaju pravo glasa. Upravo tih 42 ljudi glasaju jednu minutu poslije ponoći na predizborima u državi New Hampshire, nekoliko sati prije svih ostalih i upravo je tih 42 ljudi uspješno predvidjelo pobjednike Predsjedničkih izbora još od Williama Howarda Tafta tijekom Predsjedničkih izbora daleke 1908. godine. Gradić zapravo predstavlja stvarne lokacije u državi New Hampshire, Hart's Location i Dixville Notch koji u stvarnom životu zbilja glasaju prije svih ostalih. 

#### Fakultet Kennison State
Kennison State je izmišljeni fakultet u gradu Cedar Rapids, država Iowa u kojem je eksplodirala bomba na početku četvrte sezone serije. 

### Međunarodni problemi
Iako se nekoliko stvarnih Predsjednika ostalih vodećih država svijeta spominje, većina njih u seriji su izmišljeni. Od stvarnih osoba koji se spominju u seriji su Muammar al-Gaddafi, Yasser Arafat, Fidel Castro, Elizabeta II., švedski monarh Carl Gustaf, Bhumibol Adulyadej, Thabo Mbeki i Osama bin Laden. Međutim, nakon što je zaplet radnje uključivao mirovne pregovore između predstavnika Izraela i Palestine na početku šeste sezone serije, Predsjednik Palestine je bio izmišljeni lik Nizar Farad, a ne Arafat. (U to vrijeme Arafat je već bio mrtav, a njegov izabrani nasljednik je bio Rawhi Fattuh). 
Za potrebe zapleta radnje, kompletne države su izmišljene, ali se one nalaze u dijelovima svijeta koje muče problemi u stvarnom životu:
- Qumar je izmišljena, naftom bogata i snažna zemlja Bliskog istoka. Iako se nalazila u Britanskom protektoratu, sada tom državom upravlja sultan skupa sa svojom obitelji. U njoj se nalazi i velika zračna baza SAD-a koja je izvor čestih međunarodnih problema za Predsjednika Bartleta i njegovu administraciju. Država se prvi put spominje u trećoj sezoni (epizoda Women of Qumar), a karakterizira se kao bliski suradnik SAD-a i kritizira zbog vrlo grubog načina tretiranja žena. Nakon napada koji su se dogodili 11. rujna u SAD-u, država postaje glavni prostor odigravanja podzapleta treće sezone pogotovo nakon što se otkrije dokaz da njezin ministar obrane Shareef planira izvršiti teroristički napad u SAD-u pa Predsjednik Bartlet naručuje njegovo ubojstvo.

- Ekvadorijski Kundu je izmišljena Afrička država gotovo uništena AIDS-om i građanskim ratom koji je podsjetio na genocid u državi Rwandi 1994. godine.

### Izmišljeni vremenski tijek
Svijet Zapadnog krila razlikuje se od stvarne povijesti nakon Predsjednika Nixona, iako postoji određeno preklapanje. Izmišljeni predsjednici koji su bili u uredu između Nixona i Bartleta uključuju demokrata D. Wirea Newmana (James Cromwell) koji je imao jedan mandat i republikanca Owena Lassitera koji je imao dva mandata. 
Leo McGarry bio je ministar rada u administraciji koja je bila na snazi 1993. i 1995. godine. U prvoj sezoni, sudac Vrhovnog suda kaže Bartletu da već pet godina želi otići u mirovinu, ali da je "čekao demokrata". U epizodi Debate Camp u četvrtoj sezoni kroz nekoliko flashbackova vidimo dane poslije inauguracije Predsjednika Bartleta kada Donna Moss upoznaje svog republikanskog prethodnika, Jeffa Johnsona, koji joj kaže da su republikanci bili na vlasti osam godina. U šestoj sezoni Leo kaže da su "republikanci bez vlasti punih osam godina", a glavna parola na republikanskoj konvenciji bila je "osam godina je dosta". 
Prolazak vremena u seriji pomalo se razlikuje od onoga u stvarnom svijetu. Iako je Sorkin u audio komentarima za epizodu druge sezone 18th and Potomac izjavio da je pokušao izbjeći stavljanje Zapadnog krila u točno određeno vrijeme, stvarne godine se ipak periodično spominju, pogotovo u kontekstu izbora i dva mandata Predsjednika Bartleta. 
Predsjednički izbori održavani su 1998., 2002. i 2006. godine što se razlikuje od stvarnih godina Predsjedničkih izbora. Također, vremenski tijek u seriji je identičan onome u stvarnom svijetu sve do početka šeste sezone kad postaje očito da se jedna godina izgubila. 
U jednom intervjuu, izvršni producent John Wells izjavio je da je radnja serije započela godinu i pol nakon dobivanja prvog mandata Predsjednika Bartleta i da su izbori koji se događaju pred kraj serije stavljeni u pravo vrijeme.
U epizodi Access u petoj sezoni spominje se kriza u Casey Creeku tijekom prvog mandata Predsjednika Bartleta, a na televiziji se pojavljuje datum u studenom 2001. godine.

#### Predsjednički izbori 1998.
Bartletova prva kampanja za Predsjednika nikad nije pretjerano opisivana. Bartlet je osvojio izbore s 48 milijuna glasova. Sudjelovao je u tri debate s Republikanskim protivnikom, a posebno je napomenuto da je pobijedio u trećoj, posljednjoj debati koja je održana svega osam dana prije izbora u St. Louisu, država Missouri, a koja mu je na kraju pomogla da pobijedi. Josh Lyman je spomenuo da je u danima prije izbora "Bartlet nekoliko puta probio zid glavom", osvrćući se na činjenicu da je utrka bila vrlo neizvjesna do samog kraja. U epizodi Bartlet for America Leo McGarry kaže istu stvar: "Bilo je osam dana do izbora i nitko nije mogao predvidjeti pobjednika". 
Puno više vremena posvećeno je kampanji za demokratsku nominaciju. U epizodama In The Shadow of Two Gunmen, Part I, In The Shadow of Two Gunmen, Part II i Bartlet for America pomoću tzv. flashbackova prikazano je kako je Bartlet pobijedio senatora iz Teksasa Johna Hoynesa (Tim Matheson) i senatora iz Washingtona Williama Wileyja i osvojio demokratsku nominaciju. Flashbackovi također otkrivaju kako je Leo McGarry nagovorio Bartleta, koji je u to vrijeme bio guverner države New Hapshire, da uđe u borbu za Predsjednika te kako je i zašto na kraju Bartlet za svog potpredsjednika izabrao Johna Hoynesa.

#### Predsjednički izbori 2002.
Na predsjedničkim izborima 2002. godine sudjelovali su Predsjednik Bartlet i Potpredsjednik John Hoynes s jedne strane, te guverner Floride Robert Ritchie (James Brolin) i njegov kolega Jeff Heston iz države Wyoming s druge strane. Bartlet iz demokratske stranke nije imao poznatog protivnika, iako je senator Stackhouse u jednom trenutku krenuo u kratku nezavisnu kampanju za Predsjednika. Ritchie, kojem u početku nitko nije davao prevelike šanse za nominaciju, ipak je uspio pobijediti ostalih sedam republikanskih kandidata i to prvenstveno zbog svojih čvrstih, konzervativnih stavova. 
U jednom trenutku Bartletovo osoblje razmišljalo je promijeniti Potpredsjednika Johna Hoynesa s admiralom Percyjem Fitzwallaceom (John Amos), između ostalih. Nakon što je postalo jasno da će Ritchie dobiti republikansku nominaciju, Bartlet je odbacio ideju o zamjeni Potpredsjednika istaknuvši da je jedan od glavnih razloga taj što "bi on mogao umrijeti". 
Tijekom četvrte sezone serije nekoliko puta se spominje da će utrka za Predsjednika biti jako neizvjesna, ali nakon izvrsnog nastupa u jedinoj održanoj debati kandidata, Bartlet pobjeđuje ogromnom većinom glasova.

#### Predsjednički izbori 2006.
Dijelom zbog skorašnjeg isteka ugovora nekolicine glavnih glumaca, a dijelom i zbog smanjenja produkcijskih troškova preskočena je jedna kompletna godina u vremenskom periodu Zapadnog krila. Tako se šesta sezona serije prvenstveno bavi demokratskim i republikanskim izborima za predsjedničke nominacije, dok je sedma sezona u potpunosti posvećena predizbornim predsjedničkim kampanjama, samim izborima i tranzicijskom periodu nove administracije. Sami izbori pokriveni su u dvije epizode zaredom koje su emitirane 2. i 9. travnja 2006. godine.
Iako je htio napustiti Kongres, Matt Santos se, na nagovor Josha Lymana, u posljednji čas uključuje u predsjedničke izbore kao demokratski kandidat. Iako u početku nije bio ozbiljan kandidat i u anketama daleko zaostajao za vodećim demokratima, njegov neobičan televizijski nastup i nova seksualna afera Johna Hoynesa pomogli su mu da osvoji demokratsku nominaciju u finalnoj epizodi šeste sezone protiv tadašnjeg Potpredsjednika Boba Russella. Josh Lyman, voditelj Santosove kampanje, nagovorio je Santosa da kao Potpredsjednika izabere Lea McGarryja. 
Senator Arnold Vinick (Alan Alda) osigurava republikansku nominaciju, pobijedivši, između ostalih, Glena Allena Walkena (John Goodman) i Velečasnog Dona Butlera (Don S. Davis). U početku je Vinick htio da mu potpredsjednik bude Butler, ali ovaj ga je odbio zbog Vinickovih stavova o pobačaju. Na kraju se Vinick opredjeljuje za guvernera Zapadne Virginije Raya Sullivana (Brett Cullen). Tijekom šeste sezone Vinick je prikazan u vrlo pozitivnom svjetlu, gotovo nepobjediv zbog svoje velike popularnosti u Kaliforniji (koja je inače demokratski nastrojena država), modernih stavova i markantnosti. Međutim, zbog svojih stavova o pobačaju i zagovaranja nuklearne energije počinje dobivati kritike s raznih strana, a ozbilja nuklearna nesreća u Kaliforniji ozbiljno mu naruši šanse za pobjedu. 
U noći izbora, Leo McGarry doživi srčani udar i umire u bolnici dok su izborna mjesta još uvijek otvorena na zapadnoj obali SAD-a. Santosova kampanja s tom vijesti odmah izađe u javnost, a Arnold Vinick odbija upotrijebiti Leovu smrt kako bi se pokušao dočepati pobjede. Tijekom objave rezultata, Santos osvaja svoju državu Teksas, dok Vinick osvaja svoju državu Kalifoniju. Na kraju se sve svodi na državu Nevadu u kojoj oba kandidata moraju pobijediti kako bi postali Predsjednici. Vinick u nekoliko navrata uvjerava svoje osoblje da neće tražiti prebrojavanje glasova u slučaju poraza, a Josh Lyman to isto savjetuje Santosu. Na kraju dana Santos je proglašen pobjednikom, osvojivši Nevadu za 30.000 glasova više.
Prema izjavi izvršnog producenta Lawrencea O'Donnella, Jr. scenaristi su prvotno planirali da Vinick pobijedi na izborima. Međutim, iznenadna smrt glumca Johna Spencera prisilila je njega i njegove kolege da u zadnji čas promijene odluku o pobjedniku jer bi Santos izgledao prevelikim gubitnikom kad bi izgubio i izbore i Potpredsjednika. Na kraju je odlučeno da će posljednjih nekoliko epizoda ponovno napisati John Wells. Međutim, John Wells je u nekoliko intervjua demantirao izjavu producenta O'Donnella i rekao da je dio o Santosovoj pobjedi napisan puno prije smrti Johna Spencera. Godine 2008. O'Donnell je izjavio pred kamerama: "Zapravo smo oduvijek planirali da Jimmy Smits pobijedi i to je bio naš prvotni plan. Međutim, Vinick je iz epizode u epizodu postajao sve jači i puno efektivniji pa je sve to postalo jedno pravo veliko natjecanje... Kako na ekranu, tako i u sobi scenarista Zapadnog krila".

##### Sličnosti s pravim predsjedničkim izborima 2008.
Sličnosti između izmišljenih predsjedničkih izbora 2006. opisanih u seriji i pravih predsjedničkih izbora održanih 2008. godine široko su bile popraćene u medijima: mladi demokratski kandidat, pripadnik manjine (Matthew Santos u seriji, Barack Obama u pravom životu) prolazi napornu, ali vrlo uspješnu kampanju protiv puno iskusnijeg kandidata (Bob Russell u seriji, Hillary Clinton u pravom životu) i bira iskusnog potpredsjednika iz Washingtona (Leo McGarry u seriji, Joe Biden u pravom životu) dok je, s druge strane, stariji republikanski kandidat iz zapadne države određen u ranoj fazi predizbora (Arnold Vinick u seriji, John McCain u pravom životu).
Scenarist Eli Attie nazvao je Davida Axelroda kako bi razgovarali o Obami nakon njegovog govora na nacionalnoj demokratskoj konvenciji 2004. godine. Priznao je da je inspiraciju za lik Santosa djelomično dobio upravo od Obame. Glumac Jimmy Smits izjavio je da je Obama bio jedan od ljudi na koje se ugledao dok je gradio svoj lik u seriji. Scenarist i producent Lawrence O'Donnell rekao je da je lik Vinicka djelomično bazirao na McCainu. Obamin prijašnji predstojnik ureda, Rahm Emanuel, navodno je poslužio kao uzor za lik Josha Lymana koji je postao Santosov predstojnik ureda. Međutim, izvršni producent Lawrence O'Donnell te je izjave demantirao. 

#### Tranzicijski period
Kako se serija približava kraju, malo toga se otkriva o Mattu Santosu i činjenici kakav će on zapravo biti Predsjednik. U posljednjih nekoliko epizoda glavnina radnje posvećena je tranzicijskom periodu dviju administracija u Bijeloj kući. Santos izabire Josha Lymana za Predstojnika ureda koji poziva bivšeg kolegu Sama Seaborna (Rob Lowe) da mu bude zamjenik. Zbog potrebe za iskusnim članovima kabineta, Santos nudi Arnoldu Vinicku mjesto državnog tajnika, vjerujući da je ovaj iskusni senator jedan od najboljih stratega, a pomogla je i činjenica da ga svjetski državni vođe izuzetno cijene. Za potpredsjednika Santos se odlučuje za guvernera Pennsylvanije Erica Bakera. 
Predsjednik Bartlet posljednje trenutke u Ovalnom uredu provodi potpisujući oproste raznim kažnjenicima, među ostalim i Tobyju Ziegleru koji je prekršio zakon i dopustio da u javnost procure strogo povjerljive informacije o vojnoj svemirskoj letjelici. Serija završava povratkom Predsjednika Bartleta u New Hampshire nakon što se pozdravio s najbližim suradnicima u svojoj administraciji i nakon što je novoizabranom Predsjedniku Santosu rekao: "Učinite me ponosnim, gospodine Predsjedniče" na što mu je Santos odgovorio: "Učinit ću sve što je u mojoj moći, gospodine Predsjedniče". 

## Nagrade
U svojoj prvoj sezoni, serija Zapadno krilo osvojila je čak 9 nagrada Emmy što do danas predstavlja rekord u najviše osvojenih Emmyja prve sezone neke dramske serije. Također, sa svojih ukupno 27 osvojenih Emmyja, Zapadno krilo je najnagrađivanija dramska serija u povijesti te nagrade (sveukupno nalazi se na četvrtom mjestu najnagrađivanijih serija svih vremena, odmah iza serija Frasier, The Mary Tyler Moore Show i Kafić uzdravlje). 
Serija je četiri godine zaredom proglašena najboljom na Emmyjima: 2000., 2001., 2002. i 2003. što ju izjednačava s rekordom koju drže serije Zakon u L.A.-u, Hill Street Blues i Momci s Madisona. Velika većina glumačke postave u nekom je trenutku bila nominirana za nagradu Emmy za svoj rad u seriji.
| Glumac            | Osvojena nagrada |
| ----------------- | --- |
| Martin Sheen      | ZLATNI GLOBUS: najbolji glavni glumac (2001.) |
| Allison Janney    | EMMY: najbolja sporedna glumica (2000. i 2001.); najbolja glavna glumica (2002. i 2004.); Nagrada udruženja glumaca (SAG Award) 2000. i 2001. za najbolju glumicu |
| Richard Schiff    | EMMY: najbolji sporedni glumac (2000.) |
| Bradley Whitford  | EMMY: najbolji sporedni glumac (2001.) |
| John Spencer      | EMMY: najbolji sporedni glumac (2002.) |
| Stockard Channing | EMMY: najbolja sporedna glumica (2002.) |
| Alan Alda         | EMMY: najbolji sporedni glumac (2006.) |

Uz navedene glumačke dobitnike, kreator Aaron Sorkin osvojio je nagradu Emmy za najbolji scenarij (za epizodu "In Excelsis Deo" u prvoj sezoni), a W. G. "Snuffy" Walden dobio je Emmy za najbolju originalnu glazbu na uvodnoj špici (također za prvu sezonu).
Veliki dio glumačke postave bio je nominiran za nagradu Emmy, ali nikad je nisu osvojili. To se prvenstveno odnosi na Martina Sheena koji je bio nominiran u kategoriji glavne muške uloge za šest od sveukupno sedam sezona serije. Janel Moloney bila je nominirana dvaput za sporednu glumicu, a Rob Lowe, Dule Hill i Mary-Louise Parker imali su po jednu nominaciju.
Matthew Perry, Oliver Platt, Ron Silver, Tim Matheson i Mark Harmon također su primili nominacije za svoje gostujuće uloge u seriji.

## Zapadno krilou Hrvatskoj
Televizijska prava na emitiranje serije u Hrvatskoj otkupio je HRT. Serija Zapadno krilo u Hrvatskoj se prikazivala sedam godina, u razdoblju od 2. listopada 2000. godine do 15. veljače 2007. godine.
Razdoblje prikazivanja serije na HRT-u:
- Prva sezona (2. listopada 2000. – 6. ožujka 2001.)
- Druga sezona (12. ožujka 2001. – 7. kolovoza 2001.)
- Treća sezona (30. rujna 2002. – 17. veljače 2003.)
- Četvrta sezona (29. rujna 2003. – 1. ožujka 2004.)
- Peta sezona (23. rujna 2004. – 24. travnja 2005.)
- Šesta sezona (23. ožujka 2006. – 24. travnja 2006.)
- Sedma sezona (15. siječnja 2007. – 15. veljače 2007.)

## Vanjske poveznice
- White House Museum: "The West Wing of The West Wing" uključuje fotografije i usporedbe televizijske serije s pravim zapadnim krilom
- Zapadno krilo u internetskoj bazi filmova IMDb-a

### Članci
- PBS Newshour Special Report on The West Wing  Arhivirana inačica izvorne stranice od 2. studenoga 2013. (Wayback Machine)
- Intervju  Arhivirana inačica izvorne stranice od 3. ožujka 2016. (Wayback Machine) o Zapadnom krilu s Martinom Sheenom i Richardo Schiffom objavljen 6. svibnja 2009. godine u trajanju od 6 minuta